# Дипилонски вази
Дипилонските вази се появяват в началото на VIII век пр. Хр.
Те са част от късногеометричния стил (760 – 700 г. пр. Хр.) в древногръцката керамика. Наричат се Дипилонски, по името на мястото, на което е открито голямо тяхно находище – т.нар. Дипилонски некропол, намиращ се точно пред един от изходите на Атина, пред Дипилонската порта (Двойната порта, намираща се в близост до квартала на грънчарите – Керамейкос).
Те представляват своеобразни надгробни паметници на членове от атинската аристокрация (вероятно понякога са служели като съд за възлияния). Отличават се с необичайните си размери – много от тях достигат височина 1,5 м. По тази причина са изработвани на части, които впоследствие са съединявани с рядка смес от вода и глина (clay slip). Накрая са им поставяни по 2 двойни дръжки. При направата им са следвани точни пропорции: височината е 2 пъти по-голяма от широчината им, гърлото е с дължина два пъти по-малка от тази на тялото на съда.

## Украса
Дипилонските вази са изписвани с глина, примесена в определена пропорция с вода (фирнис), която добива черен цвят чак след изпичането на съда. Върху повърхността им са разполагани фризове с геометрични орнаменти – меандри, триъгълници, квадрати, точки и спирали, характерни изобщо за керамиката от геометричния стил. Появяват се фигури на животни – коне, птици, елени, лъвове, кози, овце, което вероятно говори за разцвета на Атина през този период. Развиват се сюжетни сцени с човешки изображения. Често това са моменти, които епическата поезия от това време би определила като славни за живота на един аристократ. Представяни са колесничари, укротяващи с камшика си коне, войни в битка, дуелиращи се с мечове, стрелящи с прашка, убиващи или загиващи. В изобразяваните сцени присъстват и моменти от погребалния ритуал в Древна Гърция, например prothesis – полагане на мъртвия върху високо легло в дома му, където близките да се сбогуват с него.

### Композиция
За рамкиране на панелите и за разграничаване на отделните фризове върху Дипилонските вази са изписвани тънки двойни или тройни линии. Изобщо цялата им композиция е подчинена на точна симетрия. Централните панели със сюжетни изображения са разполагани в областта между и около двойните дръжки на съда. Човешките фигури са изобразявани в точни пропорции. Главата, заедно с врата са с дължина два пъти по-малка от тази на торса. Торсът е представен фронтално във формата на триъгълник, чиито връх сочи надолу. Разстоянието от кръста до коленете е равно на това от коленете до стъпалата. Това типизиране на човешката фигура няма за цел да предаде индивидуалните физически белези, нито да покаже художественото майсторство в изобразяването им, а по-скоро човешката същност на по-абстрактно ниво. В изобразяваните композиции липсват каквито и да било художествени похвати за реално предаване на пространството (например в сцените на prothesis, лежащият покойник не е представян „в профил“, а „в анфас“).

### Сюжети
Освен сюжети, представящи реални дейности от живота в Древна Гърция, през късногеометричния период атинските вазописци включват и митологични сцени. Такива са битки между гръцки войн и кентавър или победата на гръцки войн над същество подобно на лъв (с къса козина на гърба, вместо грива и конски глезени и копита, вместо лапи). Според някои автори победата на герой над лъв е представяне на мита за победата на Херакъл над Немейския лъв. Други смятат, че самият мит е възникнал на базата на тези изображения.
През късногеометричния период се засилват контактите на Древна Гърция с Близкия изток. Тази нова връзка с чужда, различна култура, поражда стремежа на елините да затвърдят идентичността си. Те търсят своите корени в отминалата микенска епоха и там намират легендарното си героично минало. Сюжетите, които се появяват във вазописта от VIII век пр. Хр. отпращат именно към това славно минало. Изрисувани върху Дипилонските вази те напомнят за героичните корени на атинската аристокрация.

## Художници
„Дипилонският майстор“ е условно име на вазописец, работил между 760 – 750 г. пр. Хр. Приписват му се близо петдесет от Дипилонските вази. Той е първият разпознат автор в древногръцкото изкуство. За разлика от останалите атически вазописци, той съумява да постигне хармонично съчетание между сюжетните сцени и чисто геометричните мотиви, разполагани върху повърхността на съдовете. Постига го, като представя живописното като полуабстрактно и по-този начин то влиза в ритъма на чисто абстрактните геометрични мотиви.

## Дипилонски надпис
Върху ойнохое от Дипилон има кратичък текст от 46 букви, който се счита за един от най-ранните надписи на гръцки език, датиран към втората половина на 8 век пр. Хр.